# 猛山乡
猛山乡是中国四川省武胜县下辖乡，面积25.6平方公里，人口17927人。乡人民政府驻义和场，距县城14公里。

## 历史沿革
清为惠新里义和场，民国废场设义和乡，1981年4月以乡治所驻地有建自明成化二十二年（1486年）的猛山寺，以寺更今名。

## 行政区划
猛山乡下辖以下地区：
义和街社区、白楼村、皂角村、石盆村、石花村、向阳村、双河村、万民村、敞口村、猛山村、干滩村、燕子村和二郎村。

## 学校
猛山初中、猛山小学和村小12所。